# Cosco Guangzhou
Le Cosco Guangzhou a eu le titre, au premier semestre 2006, de plus grand porte-conteneurs navigant. Il a été construit aux chantiers Hyundai Heavy Industries pour Cosco Container Lines Ltd. Sa capacité de 9 949 EVP. Cependant, d'autres géants de plus de 10 000 EVP sont arrivés dès l'automne 2006. (voir Emma Mærsk 11 000 EVP)
Il est utilisé pour les liaisons entre l'Extrême-Orient et l'Europe, par les ports de Dalian, Qingdao, Singapour, Rotterdam, Felixstowe et Hambourg.

## Sources
- « Cosco Guangzhou » Docks in Port of Hamburg
- Fiche sur Equasis.